# Scymnodalatias sherwoodi
Espèce
Statut de conservation UICN

 DD  : Données insuffisantes
Scymnodalatias sherwoodi (Squale-grogneur chien) est une espèce de requins de la famille des Dalatiidae.

## Distribution

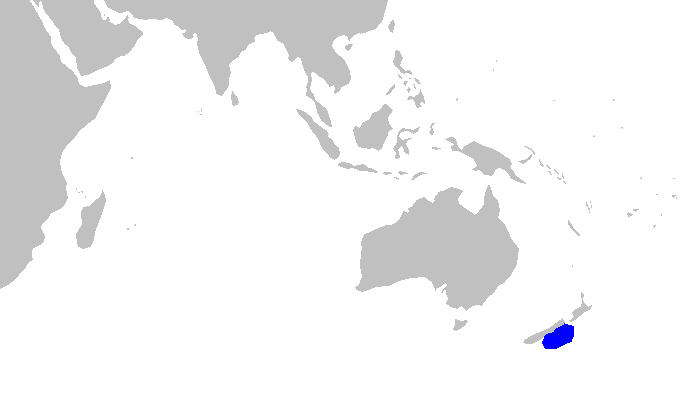

Cette espèce se rencontre au large de la Nouvelle-Zélande.

## Publication originale
- Archey, 1921 : A new species of shark. Transactions New Zealand Institute, vol. 53, p. 195-196.